# Legie Condor

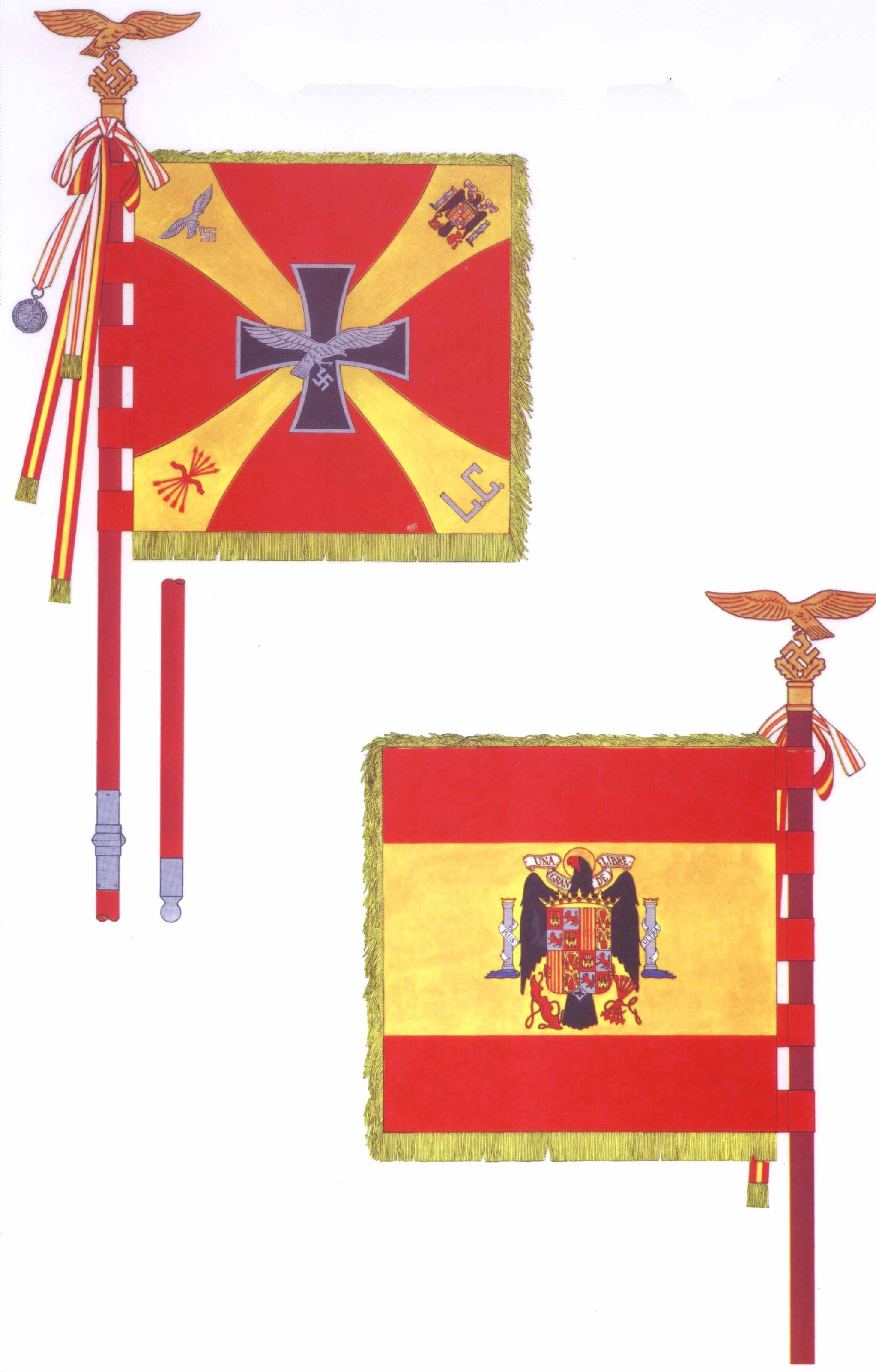
Standarta Legie Condor.

Legie Condor či Legie Kondor (německy Legion Condor) byla jednotka německého válečného letectva a armády, která od července 1936 do března 1939 bojovala na straně frankistů ve španělské občanské válce. Jednotka, kterou měli podle německé propagandy tvořit dobrovolníci, bojovala bez německých výsostných znaků ve zvláštních uniformách. Legie vedle podpory Francova puče a souvisejících německých strategických a ekonomických zájmů sloužila výcviku německých jednotek a testování nových typů výzbroje. V Legii Condor válečným křtem prošly například letadla typů Messerschmitt Bf 109, Dornier Do 17 či Junkers Ju 87. Legie Condor se stala významným činitelem občanské války. Proslula zničením španělského města Guernica, což byl první válečný zločin německého letectva.

## Počátek německé pomoci

### Jednání
Impulsem pro vznik německé pomoci frankistům (krycí název Operace Ohnivé kouzlo: Unternehmen Feuerzauber) byla žádost samotného Franca o poskytnutí 10 letounů Junkers Ju 52 pro přepravu jednotek z Maroka přes Středozemní moře do Španělska, kterou Adolf Hitler obdržel 23. července 1936, tedy pouhý týden po vypuknutí občanské války. Do Berlína poté přiletěl Frankův emisar, který jednal s Hitlerem. Hitler k jednání přizval také ministra hospodářství Hermanna Göringa a ministra obrany polního maršála Wernera von Blomberg. Hitler bez váhání souhlasil s poskytnutím pomoci španělským nacionalistům. Ještě téhož dne bylo rozhodnuto odeslat do Španělska 20 transportních letounů Junkers Ju 52 a po moři odeslat i šest stíhacích letounů pro jejich obranu Heinkel He 51 s dalším vybavením a personálem.

### Důvody poskytnutí pomoci

#### Ekonomické motivace

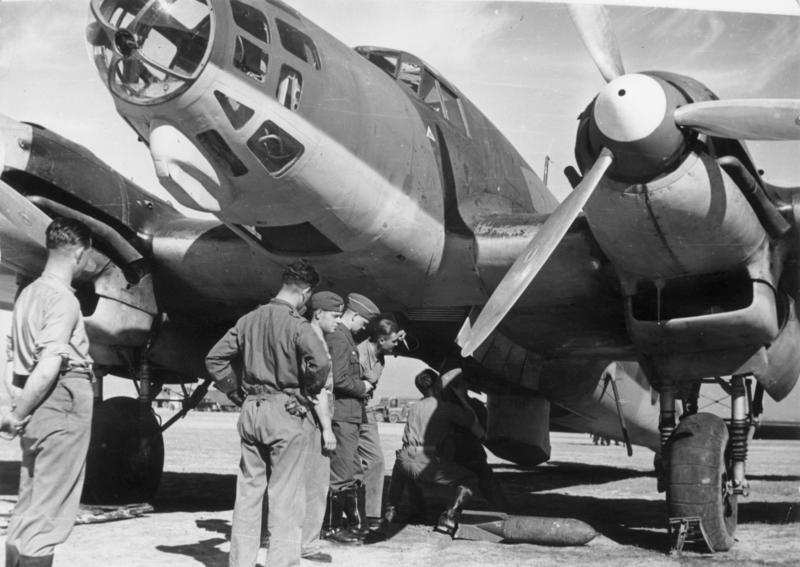
Bombardér Heinkel He 111 používaný Legií Condor

V červenci 1936 byla založena společnost Sociedad Hispano-Marroqui de Transportes Tetuan-Sevilla (HISMA). Hlavním cílem společnosti byla až do vzniku štábu Legie Condor organizace a doprava německých dobrovolníků a techniky do Španělska a také prodej produktů německého soukromého sektoru. Tuto činnost o tři měsíce později zastřešila nově vytvořená společnost Rohstoff und Waren Einkaufsgesellschaft (ROWAK), která se starala o ekonomické vztahy Německa s frankistickým režimem. Obě společnosti rychle získaly velký vliv na obchod v oblastech ovládaných frankisty a začaly, výměnou za německou výzbroj, ve velkém dovážet do Německa španělské suroviny. Naopak německé ministerstvo hospodářství od roku 1936 zakázalo Německo-španělské obchody mezi soukromými subjekty a tak veškerý mezinárodní obchod ovládly HISMA a ROWAK, které si ze všech zprostředkovaných obchodů účtovaly provizi.
Ekonomické vykořisťování a kontrola španělských zdrojů nerostných surovin (především železná ruda, wolfram, pyrit, olovo a síra) jsou dnes považovány za jednu z hlavních příčin německého zájmu o podporu frankistů.

#### Politické motivace
Nejen Hitler, ale i italský diktátor Benito Mussolini souhlasil s vojenskou podporou frankistů ve formě vyslání italského dobrovolnického sboru Corpo Truppe Volontarie (CTV). V případě vítězství Franka mohl být v Evropě ustaven třetí fašistický režim, což by v případném konfliktu s Francií a Velkou Británií komplikovalo jejich situaci. Francie, která v té době procházela politickou krizí a byla rozdělena na levici a pravici, mohla být tímto vítězstvím oslabena. Na druhé straně vítězství republikánů by vedlo k ustavení dalšího komunistického režimu, což oba státy vnímaly jako kritické ohrožení své i evropské bezpečnosti. Třetím důvodem mohlo být to, že pomoc Itálii v podpoře Franka mohla držet Itálii v opozici vůči Francii a Velké Británii a tak ji ještě více přiblížit k Německu.

### Letecký most

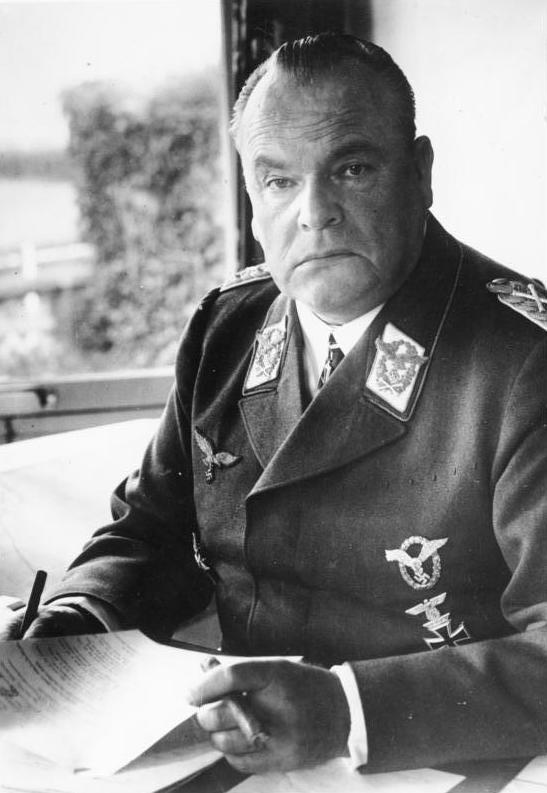
Hugo Sperrle – první velitel Legie Condor

První materiál a personál z Německa do Cádizu dopravila dne 5. srpna 1936 loď Usaramo. O dva dny později dorazily také dopravní Junkersy Ju 52, které se zapojily do přepravy vojsk do Španělska. Od 28. července do 11. října (jeden letoun Ju 52 zabavený Luftwaffe se s původní německou posádkou do přepravy zapojil už dříve) přepravila německá letadla 13 528 osob a přes 270 tun materiálu. Německo v té době také nacionalistům předalo první výzbroj (z letounů stroje Ju 52 a He 51) a začalo se podílet i na výcviku. Navíc vzhledem k vývoji občanské války začala organizace stálých vojenských dodávek vybavení a dobrovolníků.

### Útok na Jaime I
Přestože oficiálně se německé síly zpočátku nesměly zapojit do bojových operací (zákaz byl Hitlerem zrušen 28. srpna 1936), existovala výjimka, kterou byl dne 13. srpna 1936 nálet dvou upravených letounů Ju 52 (jeden cíl nenalezl) na republikánský dreadnought Jaime I, kotvící v přístavu Málaga. Cíl se Němcům podařilo zasáhnout jednou 250kg pumou do přídě, přičemž zahynulo 47 členů osádky. Akce na jedné straně vyvolala ostrou reakci světového tisku a na druhé straně byla počátkem přímého zapojení Němců do bojů občanské války.

## Bombardování Guerniky (1937)
Guernica je známa především jako oběť bombardování Legií Kondor nacistické Luftwaffe během španělské občanské války dne 26. dubna 1937. Nacisté, podporující generála Franka proti II. španělské republice, zde bombardovali civilní obyvatelstvo v dosud nevídaném rozsahu. O dva dny později vybombardovanou Guernicu dobyli frankisté.
Na tuto událost reaguje Picassův slavný obraz Guernica.

### Stav německých sil vříjnu 1936
V říjnu 1936 tvořilo německé síly 14 stíhaček He 51, 20 bombardovacích a transportních Ju 52, šest průzkumných strojů, dva stroje He 50, dva stroje Hs 123, tři baterie 20mm protiletadlových kanónů a jedna baterie ráže 88 mm.

### Vznik samotné Legie Condor

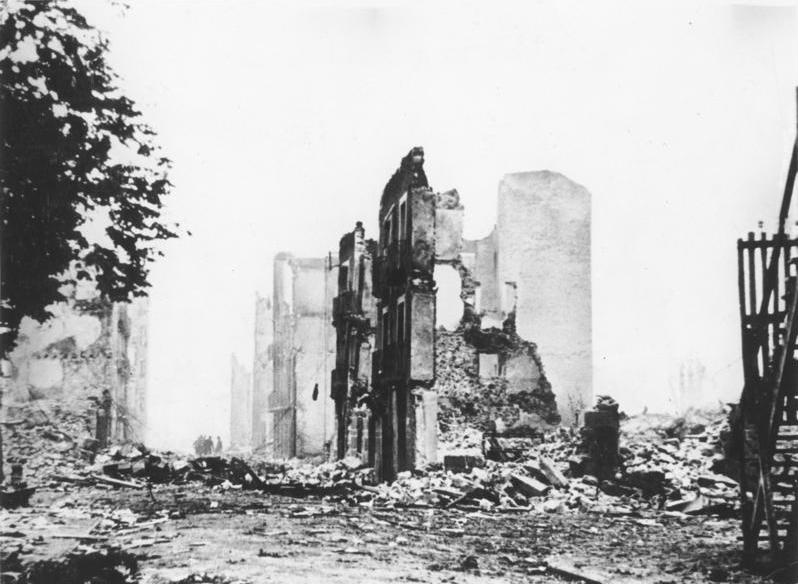
Ruiny města Guernica po německém bombardování

Dne 5. září 1936 přijel nový vrchní velitel německých jednotek ve Španělsku a vojenský poradce, podplukovník Walter Warlimont, člen německého generálního štábu. Ten obhajoval záměr vytvořit z německých dobrovolníků společnou jednotku Legie Condor. Válka se mezitím vyvíjela nepříznivě pro nacionalistické síly, útok na Madrid selhal a republikáni posílili. Když se navíc dne 28. srpna 1936 se svou vojenskou pomocí do konfliktu zapojil i Sovětský svaz, který vyslal dobrovolníky, moderní letadla (stíhačky I-15 a I-16, bombardéry SB-2), tanky T-26 a další materiál republikánské vládě, konflikt se tím dále vyostřil a Hitler dal k vytvoření Legie Condor a zvětšení rozsahu německé intervence svůj souhlas. Prvním velitelem Legie Condor byl jmenován generálmajor Hugo Sperrle.

#### Počáteční složení sil Legie Condor

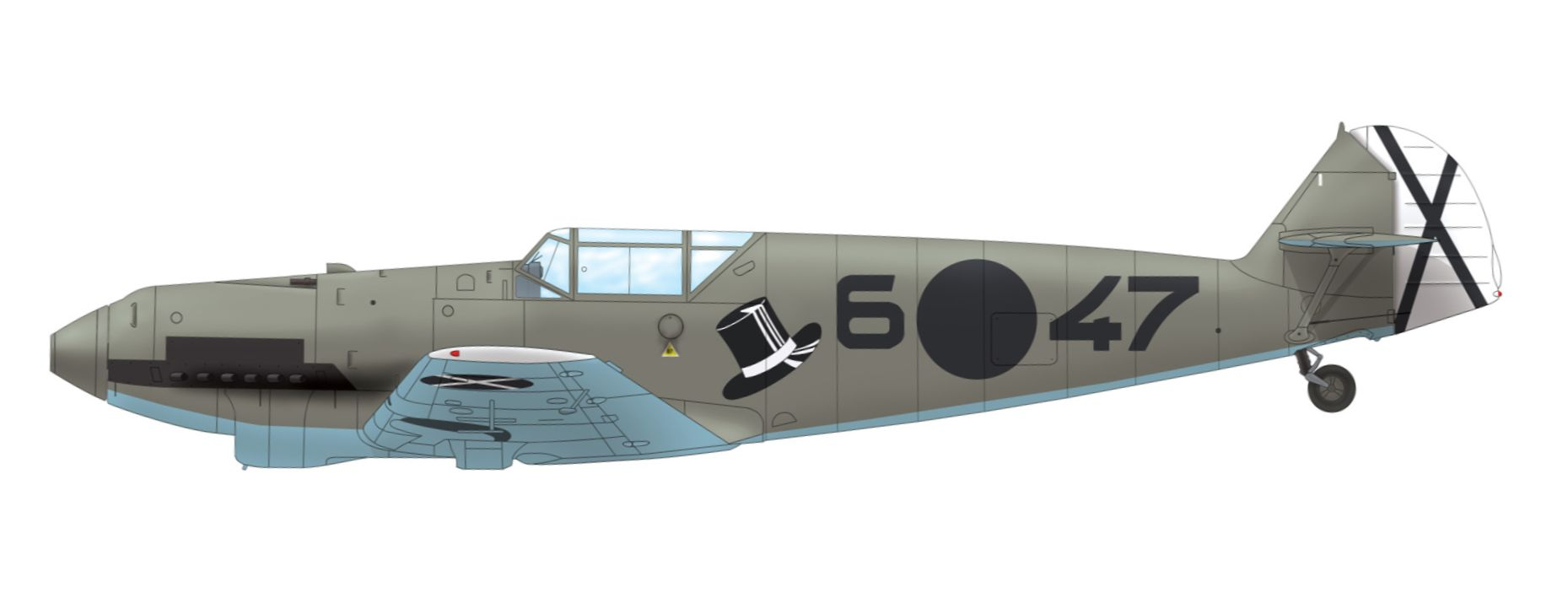
Messerschmitt Bf 109B, 6-47, patřící do stavu 2.J/88 Legionu Condor, Španělsko, jaro 1938.

- Messerschmitt Bf 109B, 6-47, patřící do stavu 2.J/88 Legionu Condor, Španělsko, jaro 1938.[12]Bombardovací skupina K/88: tři letky letounů Ju 52
- Stíhací skupina J/88: tři letky stíhacích letounů He 51
- Průzkumná skupina A/88: He 45 a He 70
- Námořní průzkumná skupina AS/88: hydroplány He 59 a He 60
- Zkušební bombardovací letka VB/88: první kusy typů He 111 a Do 17
- Zkušební stíhací letka VJ/88: Messerschmitt Bf 109
- Protiletadlové dělostřelectvo: 4 baterie ráže 88 mm, 2 baterie ráže 20 mm, baterie světlometů
- Tanková jednotka Drohne: Tanky PzKpfw. I Ausf. A a B

## Velitelé Legie Condor
- Generalmajor Hugo Sperrle (1. listopad, 1936 – 31. říjen, 1937)[13]
- Generalmajor Helmuth Volkmann (1. listopad, 1937 – 31. říjen, 1938)[13]
- Generalmajor Wolfram von Richthofen (1. listopad, 1938 – 18. červenec, 1939)[13]

### Náčelníci štábu Legie Condor
- Major Alexander Holle (1. listopad, 1936 – leden, 1937)[13]
- Oberstleutnant Wolfram von Richthofen (leden, 1937 – 11. leden, 1938)[13]
- Major Hermann Plocher (11. leden, 1938 – 1. listopad, 1938)[13]
- Oberstleutnant Hans Seidemann (1. listopad, 1938 – 18. červenec, 1939)[13]